# 九如坊
九如坊（英語：Kau U Fong）是香港上環一條街道，連接鴨巴甸街及安和里，並常與附近的安和里並稱為二奶巷。九如坊的「九如」出自《詩經》，代表九種吉兆。
- 註： 香港掌故專家梁濤先生認為九如坊位處中環.

## 建築
- 香港蘭桂坊酒店
- 中區健康院

## 外部連結
维基共享资源上的相關多媒體資源：九如坊